# Slane (sång)
Slane är en irländsk folkvisa, som först publicerades som "With My Love on the Road" i Patrick Joyces Old Irish Folk Music and Songs år 1909.
År 1919 kombinerades melodin med det forniriska kristna poemet Rop tú mo baile, och dess engelska översättning Be Thou My Vision. Den resulterande lovsången finns i svensk översättning som Närmare mig, skriven av Clas Vårdstedt och utgiven på Erik Tillings debutalbum Göm mig i dina vingar.
År 2003 spelades sången "Gå inte förbi" in av Peter Jöback och Sissel Kyrkjebø till melodin Slane, med text på svenska av Ulf Schagerström. Sången släpptes som singel och noterades för en sjätteplats på den svenska singellistan. Den gavs år 2012 även ut på en utökad version av Peter Jöbacks julalbum Jag kommer hem igen till jul.